# سانت خوست دسبرن
سانت خوست دسبرن (به اسپانیایی: Sant Just Desvern) یک شهرستان در اسپانیا است که در استان بارسلون واقع شده‌است.

## خصوصیات
سانت خوست دسبرن ۷٫۸۵ کیلومترمربع مساحت و ۱۴٬۸۰۹ نفر جمعیت دارد و ۱۲۲ متر بالاتر از سطح دریا واقع شده‌است.